# 武神 (漫畫)
武神是一部香港漫畫作品，由溫日良擔任主編（作者），為海虎系列的第二部作品，融合科幻武俠技擊於一體的風格為其特色，本系列作品是海洋創作有限公司的支柱。

## 系列作品
| 建議 閱讀 次序 | 故事時間           | 書名                   | 集數 | 主角                                                                             | 說明 |
| -------------- | ------------------ | ---------------------- | ---- | -------------------------------------------------------------------------------- | --- |
| 1-1            | 西元2000           | 《海虎》               | 48   | 海虎（白軍浪）、奧加、藍夢                                                       | 《海虎無限》為重繪版本， 畫質較佳但內容相同。                                                                                             |
| 1-2            | 西元2007           | 《海虎 II》            | 48   | 海虎（白軍浪） 白首男（白軍浪長子） 白次男（白軍浪次子）                         | |
| 1-3            | 西元2007           | 《海虎 2.5》           | 3    | 海虎（白軍浪）                                                                   | 故事時間發生在觀月瞳去世，海虎插進大海後的獨立故事                                                                                        |
| 1-4            | 西元2040 帝紀 1    | 《海虎 III》           | 48   | 白首男、白次男、黑暗、天道                                                       | |
| 1-5            | 西元2051           | 《武神前傳：滅世之戰》 | 1    | 白千軍（白首男之子）、黑雷霆（黑暗之子）                                         | |
| 2-1            | 西元6689 帝紀4546  | 《白乾坤》             | 2    | 白乾坤（第230代海虎武神）                                                        | 於《海虎無限》中分割為9集重新連載， 畫質較佳但內容相同。                                                                                  |
| 2-2            | ?                  | 《天王劍》             | 1    | 白霸天（第250代海虎武神） 剎道天王（藍夢組織後裔）                               | 於《海虎無限》中分割為2集重新連載， 畫質較佳但內容相同。                                                                                  |
| 2-3            | 西元7164 帝紀5021  | 《武神》               | 300  | 白武男（第271代海虎武神、白愁之子）、白愁（第270代海虎武神）、剎暗天（剎亞之子） | 本作又可細分為三部： 第一部001~134集。 第二部135~194集。 第三部195~300集。                                                                |
| 3-1            | 西元199990         | 《武神希望》           | 1    | 希望                                                                             | 希望成為武神之前的故事。 從故事內容推論為西元199990較為合理。                                                                             |
| 3-2            | 西元200000         | 《武神鳳凰》           | 138  | 鳳凰、希望                                                                       | |
| 4-1            | 西元499100 火夏1   | 《武神兇獸》           | 6    | 白武男、凶星                                                                     | 於《海虎無限》中連載。 |
| 4-2            | 西元499110 火夏890 | 《武神飛沙外傳》       | 4    | 飛沙、釋天風                                                                     | |
| 4-3            | 西元500000 火夏900 | 《武神飛天》           | 60   | 釋天武、飛沙、釋天風                                                             | 終極之戰第一部。 |
| 4-4            | 西元500010         | 《武神海虎地獄》       | 50   | 釋天武、海虎、地獄、白武男                                                       | 終極之戰第二部。 白武男聲稱於西元400000開始佈署終極之戰。 從白武男對話可推算故事時間為西元605000， 但從故事內容推論為西元500010較為合理。 |
| 4-5            | 西元500020         | 《武神終極》           | 88   | 釋天武、喪雄、白武男、剎暗天                                                     | 終極之戰第三部，完結。 從故事內容推論為西元500020較為合理。                                                                               |
| 5              | 西元12083          | 《武神108》            | 26   |                                                                                  | 故事時間與系列前作無關。 |

## 故事背景
故事背景源自於海虎，時代背景設定在海虎第三部完結的五千年後，海虎中人物的武學也在書中繼續被使用，如海虎爆破拳、殺鯨霸拳、天武殺道、地獄之劍、地獄戰神、修羅道等。
武神世界中呈現香港漫畫固有的強者概念：力強者勝、弱肉強食。其時代設定為數次核戰後的未來世界，物種大多絕滅或產生異變，核污染遍佈地球。在這個世界中擁有超能力的人類成為武力與強權的代表，因此武神階級隨之誕生。
- 定期舉辦武神大會制度，由白家與聯合國主辦。
- 土星於白首男、白次男決戰時轟毀，餘下的部分稱為平原星。
- 因磁場與核污染影響，亦有異變人存在，它們大多集結於火星，受到歧視。終極無量派的宗旨即為殺盡異變人。
- 武神世界中的科技相當發達，人類的超能力亦有相同程度的進步，足以造成與高科技兵器相等的破壞力，以及適應各種環境、物質變化等多種功能，例如不靠任何裝備也能在太空中飛行。

## 劇情概述
海虎第三部結局中，白首男成為世界領袖，改西元為『帝紀』，但在帝紀開始約一百年後，世界又開始分裂與戰爭。
直到武神時代開始，以白首男後代組成的白家皇族，實質上掌握了地球的大半權力及領土。而終極派無量派與月球銀月派因為內鬥紛爭，並沒有足以與白家鼎立的條件與武力。另外地球以外的星系中，與白首男敵對的藍夢組織殖民地藍國，亦不眠不休籌畫回歸地球執行『藍夢創世計畫』……
自從白首男亡故後，在大地上流傳超級武器「千軍武神」的傳說，只要奪到比武神力量更強大的「千軍武神」，即可以稱霸大地，而記載千軍武神埋藏地點謎題的書籍『地獄道』，成為主角－武男遭到兩大武神－大刀、克豹追擊的原因。
在武男為白家後代秘密曝光後，白愁通令全球懸賞捉拿武男，並在千軍島上屠殺眾多武神立威，於是武男自投，以「自己捉拿自己」的方式，換取白愁的獎賞－白家二十分之一財產與海虎爆破拳絕學。之後白愁藉由紀錄查知武男實為自己的兒子，卻使得白武男與同母兄弟白天高決裂。同時，一直隱身幕後，操控白家前代風風雨雨的白愁之父白無邊扶持白天高，造成白家的分裂。
當魔神現世的預言即將重演時，平原星開始侵攻地球，而藍國也終於再度現世。
白武男為求徹底擊倒大刀，參悟地獄之刀絕學，更領悟了地獄戰神，將自己的惡性製造出分身以擊殺大刀，而在決戰後又擊退藍國，耗損過度的白武男也終於命盡。
藍國領導剎亞天王用計將大地王牌－白愁擊敗，並洗腦成為藍國武力之一，大地在傷亡慘重之下，武神全部逃離，五千年來未曾實現的藍夢創世計畫也得以徹底實行，大地風貌一新。但藍國國勢仍未穩定。
另一方面，本應該死亡的邪惡白武男取代了白武男的身分，又以強霸姿態帶領著魔神大軍與傷重的白愁等人浮現大地，裂土分疆。在白愁與剎亞死戰後，藍國終於又退回太空。
白武男（以下都是惡性）正式成為大地之主，開始以高壓的手段肅清異己，大地在極權統治之中卻逐漸的興旺起來，成為高發展的高科技社會。而為了治理自己藉由魔神復活的身體不良影響，白武男先後殺死自己的父親﹑叔父及弟弟以吸取白家血統。但白武男在先後挫敗強敵之後，自我欲望也逐漸造成他內心的性格扭曲，手段越趨偏急殘暴。
最後在力量提升後的剎暗天挑戰之下，邪惡武男將分裂的人格重組並且擊敗正義武男，飛往月球與剎暗天決戰。而最後大地也在勝利者的最高智慧與最強力量、最忠誠盟友的扶持之下邁向長遠的和平……

## 階級制度
- 武神身分條件（任一即可）
  - 殺戮十萬人。
  - 統領十萬人。
  - 殺死其他武神。
  - 被十個武神認可。

- 武神以下的階級：
  - 司令
    - 战将
      - 臣軍
        - 武士

## 力量單位
武神世界中所使用的力量單位，承接自海虎時代的磁場轉動力量。
- 電流推動：磁場轉動力量的基礎。
- 1重天：約等於磁場轉動一萬匹力量，換算成機械力即等於一萬匹馬力。
- 10重天：能夠察覺到力量在10重天以下人的思想和意識。
- 25重天：武神故事初期的力量頂峰，在水星爆破後，力量頂峰指標也上升到50重天。
- 50重天：反地心引力境界，不用特別發勁也可以維持在空中漂浮。
- 75重天：原子分裂境界。
- 100重天：磁場轉動力量最高峰。
- 150重天：反物質力量，巨鯊天王以75重天力量連續兩擊的加壓方式達到。
- 完全境界：同級磁場轉動力量拼鬥時，用作決定磁場力量高低的標準。只要完全境界高強，亦可以電流推動勝磁場轉動。

自武神時代開始，在地球以外流亡的藍國，仍然使用海虎時代的力量計數單位匹。

## 登場人物

### 主要角色
- 白武男

第271代海虎武神代任，白愁長子，終極無量宗繼任無量武神，大地領導，最終為阻止藍國侵略地球而犧牲，他的死改變了武神時代。瀕死之際被邪惡人格徹底取代並統治、儘管表面善待人民但為維護自身的統治數次迫害多數武神，更成為全書的最終反派。根據皇極驚世分析，其擁有帝者戰神之命格。
- 剎暗天

剎亞天王之子，金星之王，自行洗腦以執行反間計奪回大地。擁有仁者暗帝的命格，在故事末段成為了無相雷奧的弟子，並練成能克制白武男的「黑暗穹蒼」，最後得克豹之子克虎刃借出心臟，以二人份的生命力把邪惡武男殺滅，成為最後勝利者。但為大地和平，只能假借武男的身份統治大地以防止地球騷亂。
- 雷奧

無相武神，效忠白愁，邪惡武男執政時期反叛。後利用一滴巨鯊天王的血取得藍國超級電腦的使用權，借助其力量把千軍武神做重組，並以千軍武神來提升自己，最後更成為當時的最強者，改名為黑暗雷奧。儘管獲得突破後曾向邪惡武男挑戰，卻因一步之差被對方擊敗封印；直至剎暗天假借白武男之身分才得以重獲人間。擁有義之鐵王之命格，為黑暗之子黑雷霆的後人。
- 克豹

終極派第四弟子，故事開端出手解救白武男，後繼承了三眼臨死時留下的力量、並與武男維持著亦師亦友的關係。是地球長期名列前茅的武神，在與藍國決戰時為地球的主力幹將，但之後卻屢次被回來掌權的邪惡武男迫害。在與巨鯊大戰時取得突破，最終舍棄天眼用計將其打敗。最後從黑暗雷奧處獲得天眼和巨鯊力量與邪惡武男決鬥，不敵被殺。擁有兇邪黑獸之命格，是個悲劇人物。
- 巨鯊

藍國前任領導，力量不亞於剎亞和白愁，擁有霸者天神的命格。為取得大地，剎亞不惜犯險，借助巨鯊來對付大地的武神，及後被剎亞和白愁夾擊重創。後因屢次遭受背叛導致性格大變，變得瘋狂且不可理喻。當白武男取得天下，成為霸主之後，白武男竟和巨鯊成為好友...但霸者天神的宿命令巨鯊成為武男的一大威脅。到故事後期，巨鯊更淪為喜歡吃薯片的異裝愛好者；最後巨鯊和克豹一戰，儘管獲得了史無前例的93萬匹力量甚至打敗了全世界各大陣營的強者，輾轉之下仍死於克豹的第三眼，應驗了敗死在凶邪黑獸手上的預言。
- 克虎刃

原名克小虎，克豹之子。曾為邪惡武男的首席部下，但不被對方信任；後與邪惡武男手下的複製人末日結為宿敵，並在巨鯊死後成為朋友。因克豹和末日之死決心報仇，成為雷奧的第二弟子，並於最終將心臟借給師兄剎暗天。

### 地球

#### 白家皇族
地球實質領袖，領導者頭銜海虎武神，擁有大地最強權力
(歷史人物)
- 白軍浪

即海虎，武神時代開始被尊為第1代海虎武神
- 白次男

次男帝國帝皇，第2代海虎武神
- 白首男

世界領袖，白次男之兄，第3代海虎武神
- 白千軍

白首男之子，「千軍武神」創造人
- 白摩星

第13代海虎武神，武神大會開創者
- 白青峰

第75代海虎武神，研究出「水星破，磁場變」的預言
- 白霹靂

第123代海虎武神，首次突破至75重天；殺滅魔神，留下「磁場變，魔神現」的箴言
- 白乾坤

第230代海虎武神，復興白家皇族，是第一个领悟海虎第七绝(灭世海虎剑)的人
- 白霸天

第250代海虎武神，天下、世界雙刀創造人，留下「先掌握天下，接著就能領悟世界」的箴言
(實際登場人物)
- 白愁

第270代海虎武神，長相酷似海虎，白武男之生父
- 白正

第269代海虎武神，白愁大哥，白天高之生父
- 白鐵拳

鐵拳武神，白愁二哥。
- 白五世

白愁三哥，曾聯合大刀等人和終極、火星等勢力背叛白愁，最後犧牲自己心臟給白無邊續命。
- 白露寶

白愁四哥，先後與平原星及藍國合作策反白家，自稱太保武神／太保天王。
- 銀河

白愁六弟、白無邊私生子，隸屬月球派系、狂風的三師弟、為月球的領導人。
- 白無邊

第268代海虎武神，白正與白愁父親
- 白天變

易筋武神，白無邊四叔，聯合國元老
- 白不二

第271代海虎武神，白愁次子，千軍武神繼任者
- 白天高(鐵馬)

第272代海虎武神(末代)，白正長子，白武男同母大哥
- 白風風

白武男之子
- 雷勁

惡鯨武神，雷奧大哥，力量低微，經白愁的指示下力量大增，死於狂風之手。

#### 終極無量派
源自終極和尚，絕學重光於無量武神，合稱終極無量派，後分裂
- 終極派

以外功招式見長，有禪宗(流星四徒師父)、流星(繼任終極武神)、天尊、三眼、克豹
- 無量派

以內力氣勁見長，有大海無量(無量武神)、大海縱橫(大刀武神)、拿度(新任無量武神)
- 終極無量宗

由白武男找回終極祖師墓穴後，統一終極無量兩派而成

### 月球
- 銀月派:地獄道編者明月聖王組織門派，月球掌權者，有銀河（白無邊六子）、狂風（藍國剎亞天王二弟）

### 平原星
- 東方烈車

平原星東帝皇，秘密研究生物兵器魔神與之合體。
- 南天尤問

平原星南帝皇，秘密研究生物兵器魔神與之合體，似乎與東方烈車為同性戀關係。
- 西门得志

平原星西帝皇。
- 北虎牙

平原星极北虎帝。

### 藍国
- 前身為自海虎時代覆滅的藍夢組織，自從帝紀開始流亡，在太陽系邊緣以改造隕石的方式，建立殖民地
- 社會制度:接近共產體制，有強制優生計畫，以及依照力量強度分配的職業

- 天王:藍國內的超能力者階級，與武神相同，狂風同時擁有這兩種身分

(登場人物)
- 剎亞天王

藍國領導，執行藍夢創世程式計劃成功，打敗白愁，奪回大地一年
- 黑鯊天王

藍國十大天王之一，白鯊天王的親弟，巨鯊天王之徒弟，死在拿度手上

## 科技與兵器
白家皇族的中樞電腦，代號為「中央」，支配白家轄地下的海虎城與軍艦及多數兵器，只聽從白家皇族高等成員的命令，若出現爭執，則以階級高者(海虎武神)為準。
除了武裝支援外，中央亦負責白家皇族成員的大小雜務。
同時中央亦是白家的資料庫，從皇族成員譜表到武功絕學等一應俱全。
藍國內部與中央同等級的中樞電腦為「皇極驚世」。

### 創夢者
原型是 藍夢創世計畫 的 生化電腦 生物控制器 ，最早安裝於 傻豹 大腦造成負面影響，卻在關鍵時刻促使 傻豹 師展出 完全境界 的磁場招式 終極無限 ，後繼型號 有 創夢二代 創夢七代 天使號 及 藍夢 自身使用的最後型號 武神號 與 傻豹 生化電腦 病毒 生化電腦 將 藍夢的戰鬥力提升達九十九萬匹最終境界，卻敗在 白寶寶 九十九萬匹 自毀境界 海虎戰神(具有海虎白軍浪意識的地獄戰神)。
此創夢者初期型號，疑似普及廣泛淪為馴獸用途 (白武男 力量低微時期，曾以生物電腦控制 巨大蚯蚓 為交通工具)，可控制有大腦意識的動物，作為交通工具或戰鬥獸。

### 千军武神
是一部集治療，加速成長及功力強化的機器。初形在白千軍與黑暗之子決戰後被發現，經白千軍研究後改善及強化終成武神時代之千軍武神。
PS . 由天網科學家遺留下的研究成果，加上白千軍的領悟，製造出的復活設備，記錄有白千軍身前所理解的一切。
千軍武神在初始開啟後即揀選有白家血統之人進入。唯 白不二(無知嬰兒) 因沒有抗拒之心被千軍武神揀選，使其學會千軍武神內已預載之武學，隨著要使白不二能成為一個更大的『容器』而令白不二加速成長，使其與快將滅亡之兄長白武男見面之時已成為一個約14-15歲之少年。
在回歸大地後想給予白武男使用，但白武男因過度使用毀滅戰神而瀕死沒有生命力下作罷，結果給予雷奧第二次使用，在其出関後與雷奧合一為白金蠍王。
隨著打敗巨鯊後，雷奧使用巨鯊基因騙得藍國之中央電腦皇極經世為之使用並 取得白不二屍體為材料 重新組成千軍武神，雷奧第三次使用 獲得近乎完整的千軍武神傳承。邪惡白武男得知後即將千軍武神送往太陽以圖毀滅，但白千軍早己料到敵人有機會趁使用者在千軍武神內無力防禦而設計了阿波羅程式，使千軍武神能吸收太陽熱能加速使用都強化。

### 亞飛
前身為天網製造的大鐵鳥，擁有五十萬匹力量以及雷射砲，在白武男取得千軍武神後由白家量產，在白首男時代，一架亞飛就有九十萬匹以上的磁場力量，但欠缺 完全境界 無法發揮集中殺傷力，才需要結合強者大腦去運作最終境界九十九萬匹殺傷力( 結合白寶寶的大腦 )，去到 黑暗之子 事件，由 黑暗 的女人 真 所佈署的亞飛大軍，每一架都有九十九萬匹殺傷力。
- 王飛:看守千軍武神的亞飛，由白家裝配新機體後成為亞飛的旗艦機體皇飛
- 亞飛魔神:由亞飛捕捉魔神後同化，為白武男組合毀滅戰神的基礎單位
- 橋警亞飛:可變形為大燒烤爐為特徵
- 行刑亞飛:右翼改造為手臂用以執鞭
- 亞飛魔神混合機:邪惡武男的主力機體，由魔神侵入亞飛內部構成
- 寡婦亞飛:白武男秘書里藍擁有的蜘蛛型機體
- 運送亞飛:機身有貨艙與車輪

- 滅神號:爆破機體，白露寶針對亞飛的機能設計
- 滅神天王:滅神號合體後組合成的藍國毀滅戰神

### 蓝梦创世
原本由藍夢組織創始人-藍道天武企劃，並交由次子藍夢執行，但藍夢終其一生也無法完成，直到五千年後剎亞天王率領藍國回歸大地後，才得以徹底實現。
創世程式的步驟是先將地表上的一切摧毀，之後處理已污染的大氣與海洋，同時釋放出急凍的生物幼體與植物種子。而後地面生物的食物鏈與生態系即可以重新開始，完成地球的淨化。
實行藍夢創世程式的兵器是仿造復活節島巨像的「巨頭神」大機器人(比石像更大)，其中裝有地球原生時期(帝紀之前)的生物基因與種子，同時裝備有激光砲與噴火等武器系統。巨頭神由藍夢為網路控制中樞，曾經被駭客『天網』暫時破解。
在海虎時代的巨頭神被用作戰略武器，在藍夢的最後一擊失敗後，大地污染的情況由白次男一人之力清除。因此藍夢創世程式並沒有實行。

武神時代的藍夢創世程式有更具體的實行步驟：
- 在清洗大地後，首先釋放大量夢蟲(疑似蚯蚓)，將土壤增肥，以利植物生長
- 釋放在地表的生物在前十代都以夢蟲為主食，避免造成某些物種被肉食動物獵殺滅絕
- 沒有說明海洋生物的做法

藍夢創世實行後，地表上的生物都回復到了帝紀前的風貌，但帝紀後的某些生物如變種虎鯊(白家皇族的象徵)，仍未死絕。
白武男稱霸大地後，似乎又出現了含有魔神基因的生物…
攝錄機:有飛行與連線機能，負責大地上所有強者戰鬥的攝影記錄，似乎都屬於白家產品

### 冷兵器
天下刀、世界刀：白家祖先 白霸天 的一句話：「更當理解世界後，用其刀者便能宇宙無敵。」但這奧義只有【達摩經 地獄刀、地獄之劍】的七成威力。

黃金悟：白正傳授絕世魔刀給大刀武神，並將世界刀藏於【悟 (一把大刀)】當中，此刀是白無邊贈予大刀武神。

風暴刀：一柄會引起感知錯誤的奇妙兵器，說是【衰氣、倒楣】的現象，若發生在關鍵戰爭中？會非常要命。

天王劍：藍國天王打造的傳世兵器，可增加二成殺傷力。

瘋狂巨鯊：以天王劍和天下刀融合而成。

邪惡宇宙：邪惡武男的宇宙刀。

絕情穹蒼：剎暗天的地獄道產生的刀。

新生、悟：蘊含 大刀武神 三成靈魂力量的【黃金悟】被 克豹 錘鍊過後的稱呼。